# Патон (Пенсилванија)
Патон (енгл. Patton) град је у америчкој савезној држави Пенсилванија.

## Демографија
По попису из 2010. године број становника је 1.769, што је 254 (-12,6%) становника мање него 2000. године.
| Група             | 2000.         | 2010.         |
| Белци             | 2.018 (99,8%) | 1.750 (98,9%) |
| Афроамериканци    | 0 (0,0%)      | 1 (0,1%)      |
| Азијати           | 0 (0,0%)      | 4 (0,2%)      |
| Хиспаноамериканци | 1 (0,0%)      | 7 (0,4%)      |
| Укупно            | 2.023         | 1.769         |